# Petros Galaktopulos
Petros Galaktopulos (gr. Πέτρος Γαλακτόπουλος, ur. 7 czerwca 1945 w Atenach) – grecki zapaśnik. Dwukrotny medalista olimpijski.
Walczył w stylu klasycznym. Brał udział w czterech igrzyskach olimpijskich (IO 64, IO 68, IO 72, IO 76). W 1968  sięgnął po brązowy medal w wadze do 70 kilogramów (lekkiej). Cztery lata później był drugi w wadze do 74 kilogramów. Na mistrzostwach świata w 1970 i 1971 był trzeci. Zdobył złoto mistrzostw Europy w 1972 i brąz w 1976. Był drugi na igrzyskach śródziemnomorskich w 1967 roku.